# Bonchester (ser)
Bonchester – miękki ser szkocki, wytwarzany z krowiego mleka. Produkowany jest w Bonchester Bridge w hrabstwie Roxburghshire.
W trakcie wytwarzania na serze powstaje biała skórka.
W Europie produkcja tego sera podlega ochronie prawnej.